# F5 (funicolare di Istanbul)
La linea F5 ufficialmente Linea funicolare F5 (İTÜ - İstinye) (in turco F5 (İTÜ - İstinye) Füniküler Hattı), è una funicolare  in progetto lunga 2,6 km che mira a collegare la linea della metropolitana M2 (Yenikapı - Hacıosman), che costituisce la spina dorsale principale della metropolitana di Istanbul, con la linea della metropolitana İTÜ - Kağıthane, che si trova in fase di progetto, e con il molo di İstinye. Si tratta di una linea funicolare composta da 3 stazioni, vale a dire İTÜ (İstanbul Teknik Üniversitesi), Reşitpaşa e İstinye.

## Storia
Il 18 agosto 2021 si è tenuta la gara di appalto, comprendente la costruzione, i lavori elettromeccanici e l'acquisto dei veicoli. Il 21 gennaio 2022 sono state realizzate 2 parti della gara. Il periodo totale di costruzione è previsto in 790 giorni. Le stazioni İTÜ e İstinye dovrebbero essere costruite come una piattaforma a doppio binario a binario singolo, e la stazione Reşitpaşa come una piattaforma dell'isola centrale a doppio binario per l'incontro di due veicoli.
Prosegue l'iter per l'approvazione presso la Direzione Generale per gli Investimenti nelle Infrastrutture (AYGM).